# Erik Hahr (bok)
 Erik Hahr: arkitekten som formade Västerås är en fackbok med berättelser och bilder på Erik Hahrs byggnader. Alla hans byggnader i Västerås är inkluderade plus en del i övriga Sverige. Boken är årsbok nummer 85 för Västmanlands läns museum och Västmanlands hembygdsförbund. Boken är utgiven 2016.

## Innehåll
Boken berättar om Erik Hahrs släkt, uppväxt, utbildning, studieresor som formade hans vision om hur man kunde formge vackra byggnader. Han blev Västerås förste stadsarkitekt 1909, en post han hade till 1935.
Boken innehåller en komplett beskrivning av Erik Hahrs samtliga 150 byggnader i Västerås, uppförda 1898 – 1944. Erik Hahr ritade Stadshotellet i Västerås, i stort sett samtliga Aseas byggnader, arbetarbostäder, skolor, och en mängd mer eller mindre vanliga hus i Västerås. Några exempel på Erik Hahrs byggnader i Västerås: Fryxellska skolan, Herrgärdsskolan, Aseas dåvarande huvudkontor Ottarkontoret, Aseas VD-bostad Villa Asea och Västerås Ångkraftverk. Boken innehåller även exempel på projekt i Västmanland samt kraftverk och projekt i övriga Sverige. 
Erik Hahr skissade på en futuristisk romantisk stad med spännande byggnader. Han fick flera av de skissade byggnaderna uppförda. 